# Steinkopf
Steinkopf is een dorp in de gemeente Nama Khoi gelegen in Namakwaland in de Zuid-Afrikaanse provincie Noord-Kaap. Het ligt ongeveer 45 km ten noordwesten van Springbok. De nationale weg N7 doet Steinkopf aan. Het gebied is de noordelijkste punt van die Namakwalandse bloemenstreek. Het dorp is gelegen in een winterregenstreek alhoewel zomerregens ook wel voorkomen. In de omgeving bestaat de voornaamste economische activiteit uit veehouderij. De bergen rondom het dorp zijn een van drie plaatsen in Namakwaland die zich kan beroepen op de aanwezigheid van drie plantbiome (vegetatiegordels). Een van de biome is het Kaapse fynbos. De andere twee gebieden zijn de Kamiesbergen en het Richtersveld.

## Geschiedenis
Het dorp is vroeg, in 1818, door het Londens Zendingsgenootschap gesticht onder de naam "Kookfontein" door Ds. Heinrich Schmelen. De huidige naam is in 1842 aan de plaatsje gegeven nadat de zendingsnederzetting was overgenomen door het Duits-Lutherse zendelingenorganisatie, de Rijnlands Zendingsgenootschap, onder leiding van dr. Steinkopf..
De "Verenigende Gereformeerde gemeente" is in 1819 gesticht, wat het een van die oudste Verenigende Gereformeerde gemeenten in het land maakt. Het is een belangrijk onderwijscentrum voor de omliggende nederzettingen.